# مغهيميت
المغهيميت هو معدن من معادن الأكسيد الهيدروكسيدية، ويتكون كيميائياً من غاما-أكسيد الحديد الثلاثي γ-Fe2O3.
يترافق عادة مع معادن أخرى، مثل المغنيتيت والإلمينيت والأناتاز والبيريت والمرقشيت والليبيدوكروكيت والغوتيت.
اشتق الاسم من دمج اسمي معدني المغنيتيت والهيماتيت.